# Tomșani (okręg Prahova)
Tomșani – wieś w Rumunii, w okręgu Prahova, w gminie Tomșani. W 2011 roku liczyła 768 mieszkańców.